# 宗義真
宗 義真（そう よしざね）は、対馬国府中藩3代藩主。

## 生涯
寛永16年（1639年）11月18日、第2代藩主・宗義成の長男として生まれる。明暦元年（1655年）6月、従四位下、播磨守に叙位・任官される。明暦3年（1657年）に父が死去したため、家督を相続した。このとき、侍従・対馬守に任官する。
藩政においては大浦光友を登用して借財整理、朝鮮貿易の拡大、寛文検地による地方知行制から蔵前知行制への移行と寛文4年（1664年）の均田制の実施とそれによる税制改革、新田開発、対馬銀山の産銀増加、城下町や府中港の整理と拡大、藩校の創設などを行なって藩政の基礎を完全に固めた。こうして対馬府中藩の全盛期を築き上げ、藩の格式は10万石格にまで登りつめた（対馬府中藩の実質石高は1万石程度だが、貿易収支が大きかったことを考慮された）、寛文12年（1671年）、対馬西部の浅茅湾から東部の海岸を接続することで対馬の西岸と東岸を繋ぐ運河となる大船越瀬戸が完成。
しかし急速な改革、特に知行制度改革は家臣団の不満を買うことになり、寛文5年（1665年）2月に大浦光友は死刑となる。元禄5年（1692年）6月27日、次男・義倫に家督を譲って隠居したが、なおも藩政の実権は握り続けた。しかし晩年は義倫の早世、竹島問題における朝鮮との交渉難、さらに朝鮮貿易の収支減退などの悪条件も重なり、対馬府中藩の衰退が始まり、元禄12年（1699年）には財政再建のために家臣の知行借上を行なっている。
義倫の死後は四男・義方を擁立し、自らは元禄15年（1702年）8月7日に死去するまで藩政の実権を握り続けた。享年64。

## 系譜
- 父：宗義成（1604-1657）
- 母：福、養玉院 - 日野資勝の娘
- 正室：栗、阿久里、円照院 - 京極高和の娘
- 側室：津河、高寿院 - 三浦成友の娘
  - 次男：宗義倫（1671-1694）
  - 四男：宗義方（1684-1718） - 宗義倫の養子
  - 女子：常 - 松平忠敏正室、後に毛利高慶正室
  - 女子：六 - 亀井茲親正室
- 側室：右門、法性院 - 佐々木氏
  - 七男：宗義誠（1692-1730） - 宗義方の養子
  - 十男：高瀬行方
- 側室：松岡氏
  - 三男：古川真言
- 側室：土田氏
  - 女子：日野資成室 - 後に徳大寺公全継室
- 側室：岩崎氏
- 側室：野村氏
  - 男子：多田倫寛
  - 女子：家 - 醍醐冬熙室
- 側室：慈眼院 - 庄司勘左衛門の娘
  - 九男：宗方熈（1696-1760） - 宗義誠の養子